# Volkswagen Passat Alltrack
Volkswagen Passat Alltrack — середньорозмірний кросовер концерну Фольксваген, побудований на базі універсала Volkswagen Passat B7.

## Перше покоління

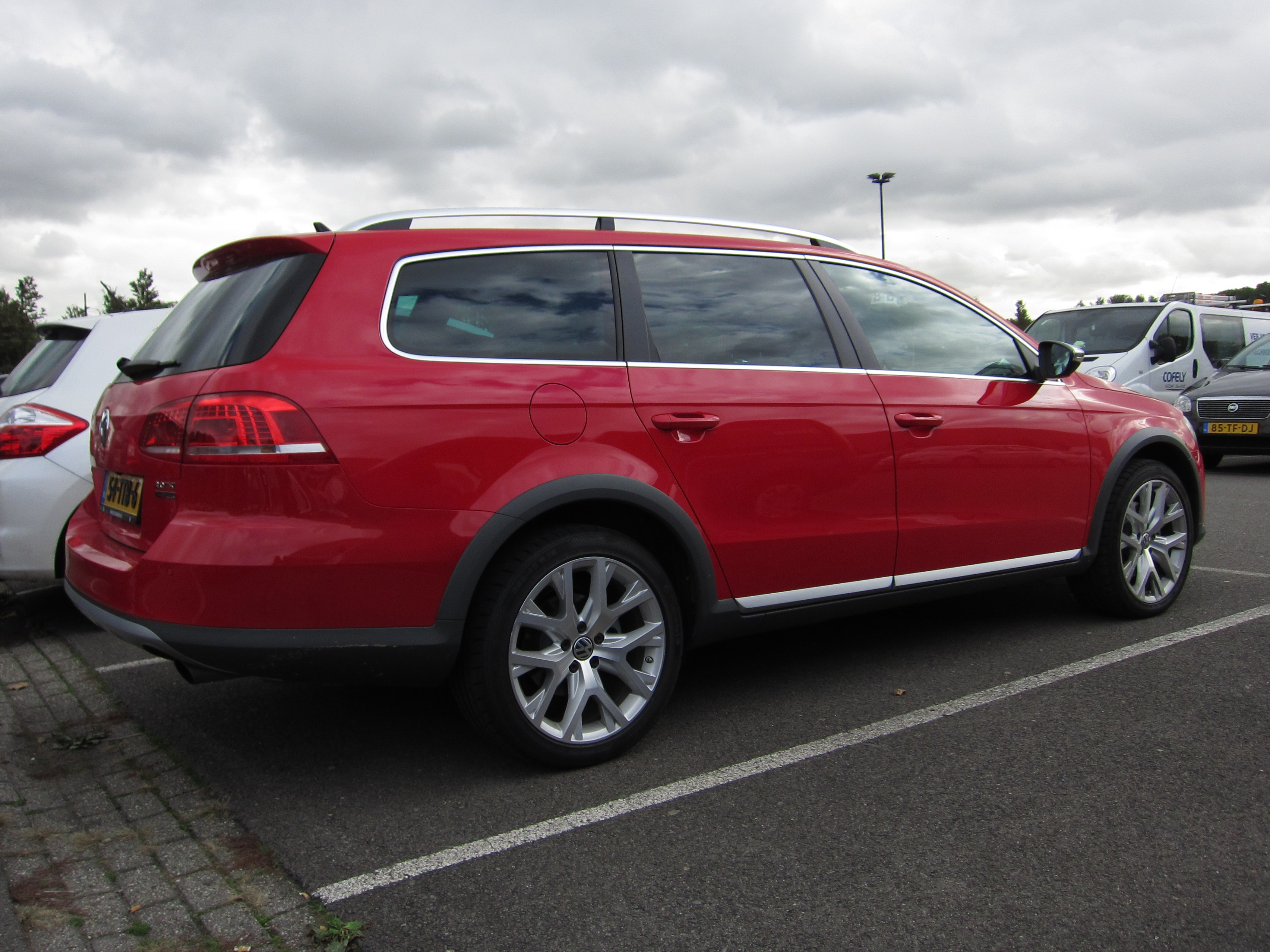
Volkswagen Passat Alltrack B7

На 42-му Токійському автосалоні був (з 3 по 11 грудня 2011 року) представлений Passat Alltrack, що навесні 2012 року прийшов в продаж. Це позашляхова версія універсалу Passat B7.
Passat Alltrack отримав збільшений від 135 до 165 мм дорожній просвіт, що покращує кут в'їзду з 13,5 до 16 градусів, кут з'їзду з 11,9 до 13,6 градусів, а кут підйому від 9,5 до 12,8 градусів, в порівнянні зі стандартним універсалом Passat.
Alltrack на 30 мм вищий від B7 в поєднанні з новими бамперами і інтегрованим захисним пристроєм та розширювачами колісних арок робить його подібним на позашляховик. Лінійка двигунів Volkswagen Passat Alltrack складається з чотирьох агрегатів — бензинових 1.8 TSI (160 к.с.) і 2.0 TSI (210 к.с.), а також турбодизельних 2.0 TDI (140 і 170 к.с.). У двох більш потужних двигунів повний привід і трансмісія з подвійним зчепленням входять в базову комплектацію. Споживання пального збільшується в порівнянні універсалом B7 приблизно на пів літра.
Як і Tiguan та Touareg Alltrack має оффроуд-програму, яка активується за допомогою кнопки на центральній консолі. В результаті доопрацювання і оптимізації ABS, Hill Descent Control і коробка передач DSG кросовер пристосований до пересування по бездоріжжю і для буксирування.

## Друге покоління

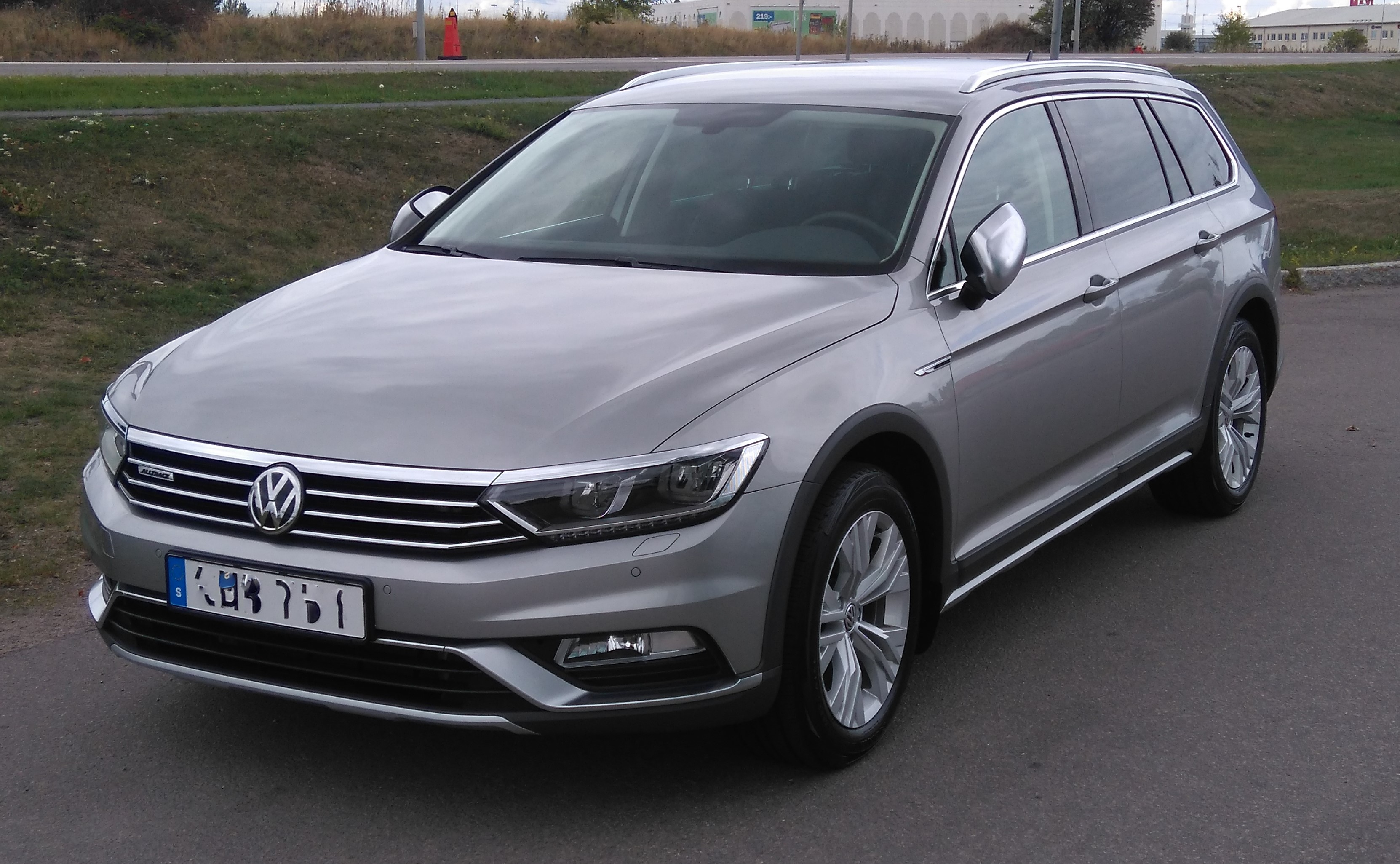
Volkswagen Passat Alltrack B8 (2015—2019)

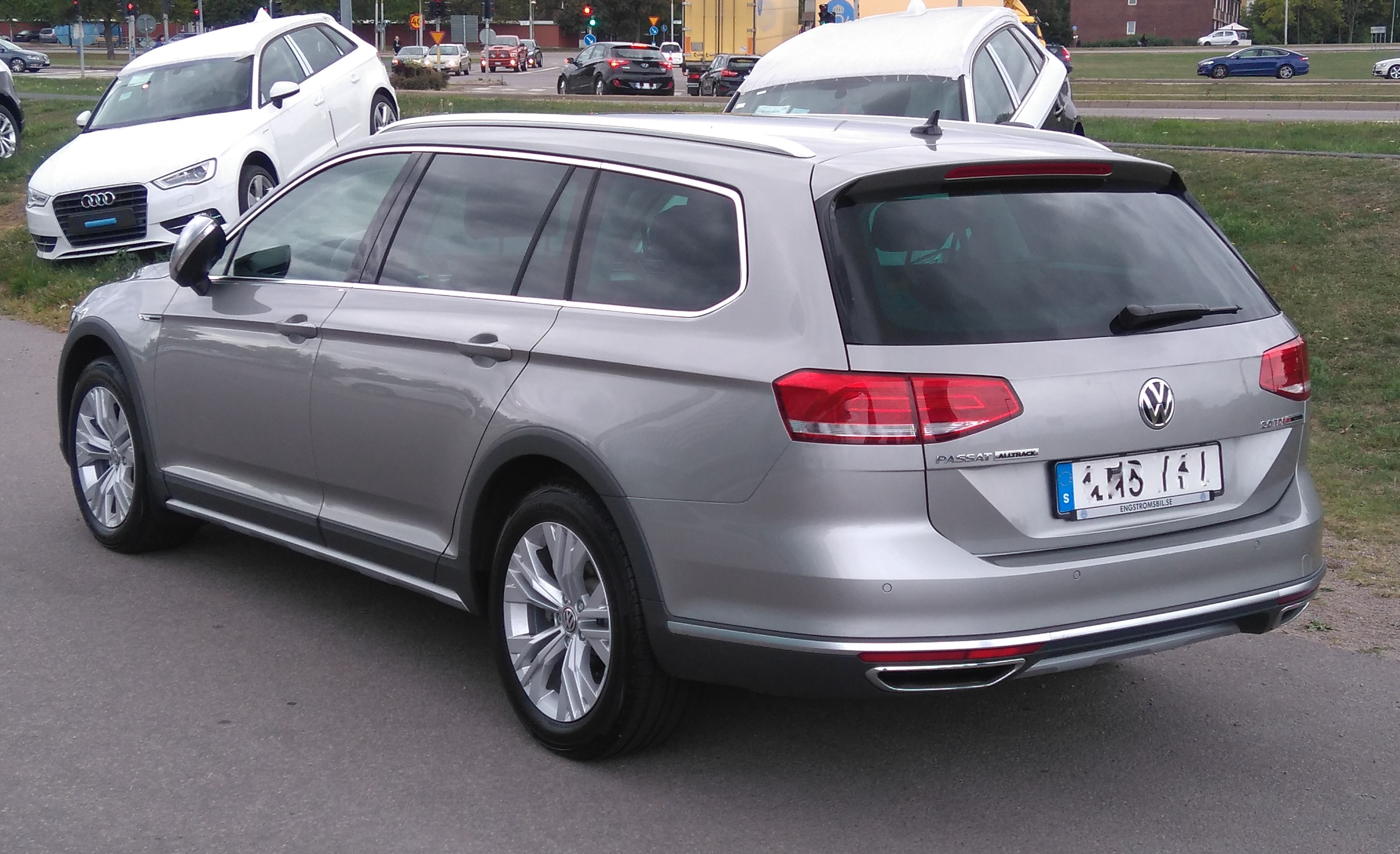
Volkswagen Passat Alltrack B8 (2015—2019)

Компанія Volkswagen офіційно представила позашляхову версію універсалу Passat B8 яка отримала назву «Alltrack». Представлять авто на Женевському автосалоні в березні 2015 року. Європейські продажі почались в жовтні 2015 року.

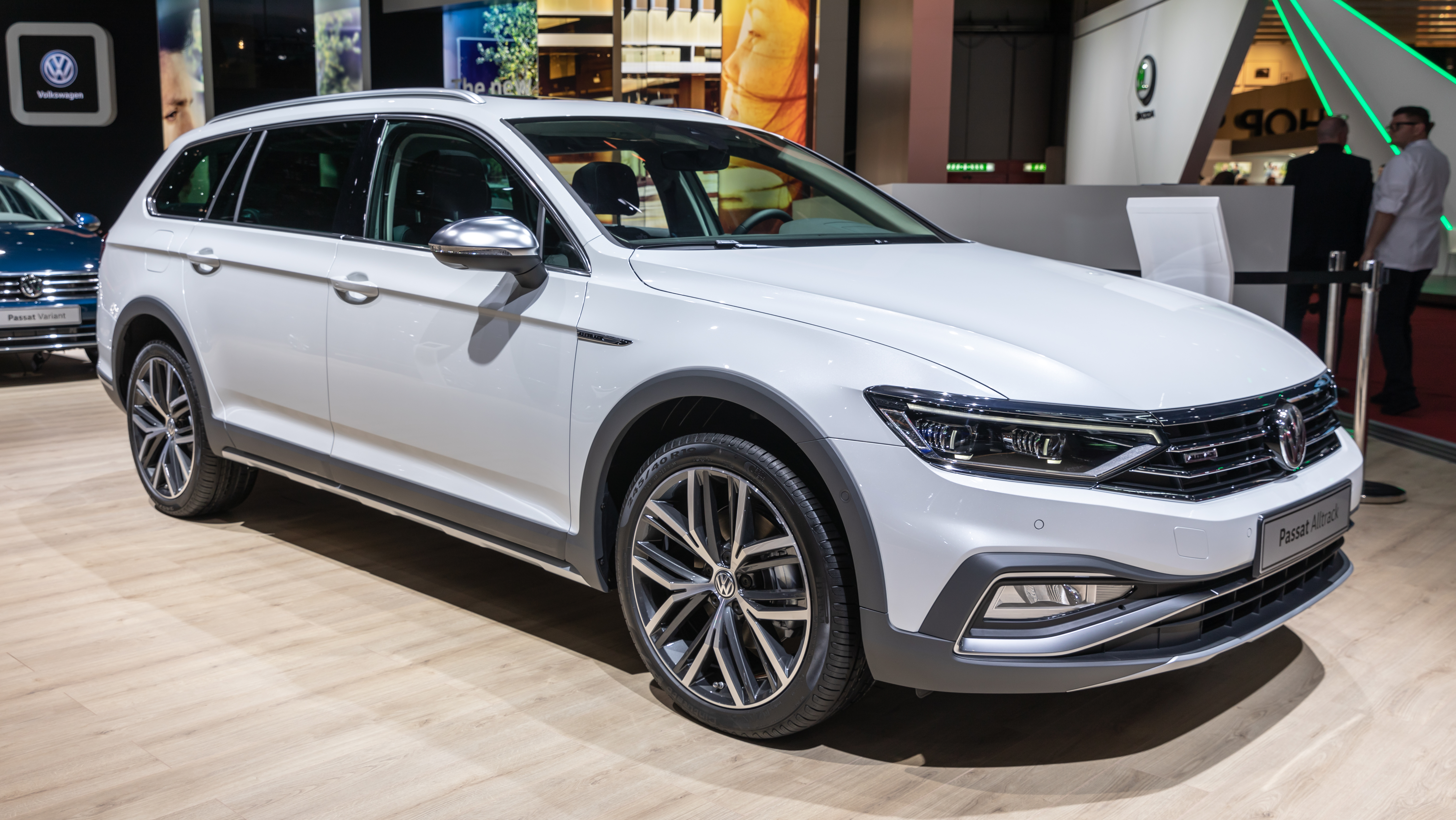
Volkswagen Passat Alltrack B8 (з 2019)

Крім фірмової емблеми Alltrack біля важеля перемикання передач, кнопки активації позашляхового режиму та дещо незвичної панелі приладів, салон майже такий самий як у звичайного Passat. Але це зовсім не погано, оскільки водій отримує лаконічний інтер'єр, легкі у використанні елементи та високу якість оздоблювальних матеріалів. Елементи оздоблення добре співвідносяться між собою. Не бракує універсалу і практичності. У просторому салоні зручне місце знайдеться для всіх. Багажне відділення вміщує 639 літрів, чого з головою вистачає для розміщення багажу сім'ї, що правда це на 11 літрів менше, ніж у стандартного Passat. При складених задніх сидіннях об'єм збільшується до 1.796 літрів. Процесу завантаження та розвантаження сприяють пласка підлога відділення, низький поріг та значний діапазон відкривання дверей. 
Від звичайного універсалу «Alltrack»-модифікація відрізняється захисним пластиковим обвісом кузова, та новими бамперами зі збільшеними кутами з'їзду та виїзду. Дорожній просвіт збільшився на 27,5 мм.
В базове оснащення «Alltrack» входить система повного приводу з муфтою «Haldex», котра підключає задні колеса при пробуксовуванні передніх. Поміж трьох основних режимів налаштування авто — «Eco», «Normal» і «Sport», з'явився режим «Off Road», який коригує відклик при натисканні педалі акселератора, гальмівне зусилля і функцію допомоги при старті в гору для руху по бездоріжжю.
На Passat Alltrack встановлюють два бензинових та три дизеля. Потужність бензинових двигунів складає 150 і 220 кінських сил, дизельних — 150, 190 та 240 сил. Пара найпотужніших дизельних і потужний бензиновий двигуни, агрегатуються з 6-ти ступеневою роботизованою коробкою передач DSG. Всі інші агрегатуються з 6-ти ступеневою «механікою».
В список оснащення входить імітація блокування між-колісного диференціала «XDS+», система автоматичного паркування з причепом, а також мультимедійний комплекс із підтримкою «Apple CarPlay» і «Android Auto», та з функцією «MirrorLink», котра дозволяє відображати на екрані деякі додатки з мобільних пристроїв.

### Двигуни
Загалом двигуни не зазнали великих змін від попередньої моделі (B7), лише набули трохи більше потужності та крутного моменту за рахунок форсуванням електронікою.

#### Бензинові
- 1.4 TSI VW EA211 110 кВт (150 к.с.)/250 Нм
- 1.5 TSI VW EA211 evo 110 кВт (150 к.с.)/250 Нм
- 2.0 TSI VW EA888 162 кВт (220 к.с.)/350 Нм

#### Дизельні
- 2.0 TDI (CR) VW EA288 110 кВт (150 к.с.)/350 Нм
- 2.0 TDI (CR) VW EA288 140 кВт (190 к.с.)/380 Нм
- 2.0 TDI (CR) VW EA288 176 кВт (245 к.с.)/500 Нм